# Блинкова, Анна Владимировна
Анна Владимировна Блинко́ва (род. 10 сентября 1998, Москва) — российская теннисистка. Полуфиналистка одного турнира Большого шлема в парном разряде (Открытый чемпионат США-2020); победительница четырех турниров WTA (из них один — в одиночном разряде).
Финалистка одного юниорского турнира Большого шлема в одиночном разряде (Уимблдон-2015); бывшая третья ракетка мира в юниорском рейтинге ITF.

## Биография
Родители — Владимир и Елена. В подростковом возрасте также серьёзно увлекалась шахматами. Говорит на четырёх языках (русский, словацкий, французский и английский). Любимое покрытие — хард. Тренер — Ксавье Пюжо, до этого тренерами были Владимир Платеник, Тома Друэ, Мислав Хизак, Иво Клец.

## Спортивная карьера

### Начало карьеры
Блинкова обратила на себя внимание ещё на юниорском этапе карьеры. На этом уровне она смогла выиграть девять одиночных и восемь парных титулов на турнирах разных возрастных категорий под эгидой ITF. В 2015 году она сыграла в финале юниорского Уимблдона, где проиграла соотечественнице Софье Жук — 5:7, 4:6. В августе того же года Блинкова достигла третьего места в юниорском рейтинге.
Первое выступление Блинковой на взрослых соревнованиях пришлось на февраль 2015 года и с ходу она смогла выиграть парный титул. В ноябре она дебютировала в 2015 году на турнире младшей серии WTA 125 — в Лиможе, где прошла два раунда квалификации и в первом круге проиграла немке Анна-Лене Фридзам — 3:6, 6:2, 3:6. В январе 2016 года она выиграла первый взрослый турнир в одиночках на 10-тысячнике из цикла ITF в Германии (также выиграла там титул в парах). В апреле состоялось её первое выступление в основной сетке в рамках WTA-тура, благодаря получению уайлд-кард на турнир в Рабате. В первом матче на таком уровне она, взяв за два сета шесть геймов, проиграла Тимее Бачински из Швейцарии. В августе ей покорился 25-тысячник ITF в Бельгии, а в октябре на Кубке Кремля в Москве Блинкова выиграла первый матч в основном туре, переиграв в первом раунде латвийскую теннисистку Анастасию Севастову. Но затем перед матчем второго раунда с хорваткой Аной Конюх снялась из-за травмы подколенного сухожилия. Под конец года россиянка выиграл парный приз 50-тысячника из цикла ITF в Анкаре (с Лидией Морозовой и вошла в топ-200 одиночного рейтинга.
Благодаря рейтингу, в 2017 году Блинкова получило право участвовать в квалификациях на турниры Большого шлема и уже с первой своей попытки смогла пройти три раунда отбора на Открытый чемпионат Австралии. Пройдя квалификацию, в первом круге она обыграла румынку Монику Никулеску (6:2, 4:6, 6:4), а во втором круге уступила пятой сеянной Каролине Плишковой (0:6, 2:6). В феврале Блинкова получила вызов в сборную Россию и дебютировала в Кубке Федерации в матче II Мировой группы против сборной Тайваня (4:1). Во второй одиночной встрече она проиграла Чжан Кайчжэнь (3:6, 5:7); в паре с Анной Калинской выиграла у Сюй Цзинвэнь и Чжань Цзиньвэй (6:3, 7:5).
На Ролан Гаррос Блинкова попасть не смогла, проиграв в финальном раунде квалификации Маркете Вондроушовой. В июне ей удалось выиграть парный приз 100-тысячника из цикла ITF в Илкли в партнёрстве с Аллой Кудрявцевой. На Уимблдонском турнире Блинкова смогла успешно пройти три раунда квалификации и в первом раунде сыграла против Еленой Весниной, которой она проиграла, сумев взять один сет. На Открытый чемпионат США Блинкова также смогла попасть, преодолев отборочные раунды. Таким образом, ей удалось попасть через квалификацию на три из четырёх турниров Большого шлема. В первом раунде, как и на Уимблдоне, она уступила Весниной. В сентябре в альянсе с Вероникой Кудерметовой она выиграла парный трофей 100-тысячника ITF в Санкт-Петербурге.

### 2018—2019 (попадание в топ-100 и первый парный титул WTA)
В январе 2018 года Блинкова вновь прошла квалификацию на Открытый чемпионат Австралии, но проиграла в первом раунде Бернарде Пере из США. В феврале ей удалось на Премьер турнире Дохе (куда она также отбиралась через квалификацию) в первом раунде выиграть, наконец, у Весниной, а затем победить Кристину Младенович и попасть в третий раунд. В марте россиянка играла на более младшей серии турниров цикла ITF и смогла взять парный титул на 60-тысячнике Чжухае в дуэте с Лесли Керкхове, а затем выиграла 60-тысячник в Круасси-Бобур (Франция) уже в одиночном разряде. В начале мая Блинкова смогла выиграть первый парный титул в карьере на турнирах WTA-тура. Случилось это событие на соревнованиях в Рабате, где она играла в команде с Йоаной Ралукой Олару.
В июле 2018 года Блинкова смогла выиграть первый матч в основе Уимблдонского турнира и вышла во второй раунд. В августе она дебютировала в топ-100 мирового одиночного рейтинга. В октябре она смогла победить в парах на 80-тысячнике из цикла ITF в Пуатье совместно с Александрой Пановой. По итогам сезона ей удалось закрепиться в топ-100 одиночного и парного рейтинга.
Первую часть сезона 2019 года Блинкова проводила на турнирах WTA, но не могла преодолеть первого и второго раунда. В парном разряде в феврале она смогла добраться до финала турнира в Хуахине в альянсе с китаянкой Ван Яфань, а в апреле вместе с грузинкой Оксаной Калашниковой дошла до парного полуфинала Премьер-турнира в Штутгарте. Из-за неудач в начале сезона Блинкова покинула топ-100 и стала выступать весной на турнирах из цикла ITF. В мае она выиграла три парных титула подряд: на 60-тысячние в Висбадене с Яниной Викмайер, на 80-тысячнике в Кань-сюр-Мере и 100-тысячнике в Трнаве с Ксенией Кнолль. В Трнаве она также вышла в финал в одиночном разряде.
Набрав неплохую форму на турнирах младшей серии, Блинкова отправилась играть квалификационные раунды на попадание в основную сетку на Открытый чемпионат Франции и успешно прошла три раунда отбора. В основной сетке она в первом круге обыграла соотечественницу Маргариту Гаспарян (6:3, 4:6, 8:6), во втором круге сенсационно обыграла француженку Каролин Гарсию (1:6, 6:4, 6:4). В дебютном третьем круге на Больших шлемах она в трёх сетах проиграла американке Мэдисон Киз. Выступление в Париже позволило россиянке вернуться в первую сотню рейтинга. На Уимблдоне Блинкова проиграла в финале квалификации и не попала в одиночную сетку турнира, зато сыграла в парном разряде с Ван Яфань и вышла в третий раунд.
В августе 2019 года Блинкова впервые смогла достичь четвертьфинала в одиночном разряде в рамках WTA-тура. Она, начав с квалификации, смогла доиграть до этой стадии на новом турнире в Нью-Йорке. На Открытом чемпионате США в первом раунде ей досталась первая ракетка мира Наоми Осака и Блинкова проиграла в трёх сетах. После вылета с последнего в сезоне Большого шлема Блинкова выступила на турнире младшей серии WTA 125 в Нью-Хейвене (США). Ей удалось выиграть титул в одиночках, обыграв в финале Усве Майтане Арконаду, а также титул в парах совместно с Оксаной Калашниковой. В сентябре Блинкова впервые дошла до одиночного полуфинала WTA на турнире в Гуанчжоу, где проиграла победительнице того турнира, американке Софии Кенин в трёх сетах. В октябре она прошла в ещё один полуфинал на турнире в Люксембурге, проиграв там итоговой чемпионке Елене Остапенко. Результаты, добытые осенью, позволили Блинковой финишировать на 59-м месте одиночного рейтинга по итогам сезона.

### 2020—2022
В первом для себя матче сезона 2020 года на турнире в Шэньчжэне Блинкова впервые в карьере смогла выиграть у представительницы топ-10, когда переиграла в первом раунде № 8 в мире Белинду Бенчич. На Открытом чемпионате Австралии она завершила выступления во втором раунде. В феврале Анна поднялась на самое высокое в карьере — 54-е место одиночного рейтинга. Первым заметным результатом после перерыва в сезоне стал выход в полуфинал Открытого чемпионата США в парном разряде в альянсе с Вероникой Кудерметовой. Осенью, начав с квалификации, Блинкова смогла доиграть до третьего раунда турнира серии Премьер 5 в Риме.
В январе 2021 года Блинкова совместно с Анастасией Потаповой вышла в парный финал турнира в Мельбурне. На Уимблдонском турнире впервые в сезоне она смогла преодолеть первый раунд Большого шлема, в котором она проиграла итоговой чемпионке того турнира Эшли Барти.
В октябре 2022 года завоевала первый одиночный титул WTA в карьере, победив в финале турнира WTA 250 в Клуж-Напоке (Румыния) итальянку Ясмине Паолини со счётом 6:2, 3:6, 6:2.

### 2024
Во втором круге Открытого чемпионата Австралии Блинкова обыграла третью ракетку мира Елену Рыбакину со счётом 6-4, 4-6, 7-6(20). Тай-брейк третьего сета продолжался 31 минуту (весь третий сет продолжался более 1,5 часов) и стал рекордным в истории турниров Большого шлема по количеству разыгранных очков. Блинкова отыграла за матч 8 матчболов. В третьем круге Блинкова в двух сетах проиграла итальянке Жасмин Паолини.
В сентябре 2024 года совместно с египтянкой Маяр Шериф выиграли парный титул WTA 250 турнира в тунисском Монастире, в финале победив россиянок Анастасию Захарову и Алину Корнееву со счётом 2-6, 6-1, [10:8].
В начале ноября 2024 года участвовала в одиночном разряде турнира категории WTA 250 Открытый чемпионат Мериды (Мексика), где она во втором круге проиграла соотечественнице Алине Корнеевой со счётом 5-7, 2-6.
На этом же турнире в первом круге парного разряда вместе с Алиной Корнеевой они проиграли соотечественницам Марии Кононовой и Марии Козыревой со счётом 4-6, 4-6.

## Итоговое место в рейтинге WTA по годам[17]
| Год  | Одиночный рейтинг | Парный рейтинг |
| 2024 | 76                | 103            |
| 2023 | 54                | 572            |
| 2022 | 80                | 138            |
| 2021 | 155               | 66             |
| 2020 | 60                | 51             |
| 2019 | 59                | 56             |
| 2018 | 98                | 100            |
| 2017 | 136               | 118            |
| 2016 | 206               | 534            |
| 2015 | 826               | 1 034          |

## Выступления на турнирах

### Финалы турнировWTAв одиночном разряде (2)

#### Победа (1)
| Легенда:                      |
| ----------------------------- |
| Турниры Большого шлема (0)    |
| Олимпиада (0)                 |
| Итоговый чемпионат (0)        |
| Premier 5 / WTA 1000 (0)      |
| Premier / WTA 500 (0)         |
| International / WTA 250 (1+3) |

| Титулы по покрытиям | Титулы по месту проведения матчей турнира |
| ------------------- | ----------------------------------------- |
| Хард (1+2)          | Зал (1)                                   |
| Грунт (0+1)         | Зал (1)                                   |
| Трава (0)           | Открытый воздух (0+3)                     |
| Ковёр (0)           | Открытый воздух (0+3)                     |

| №  | Дата            | Турнир               | Покрытие   | Соперница в финале | Счёт        |
| 1. | 16 октября 2022 | Клуж-Напока, Румыния | Хард (зал) | Жасмин Паолини     | 6-2 3-6 6-2 |

#### Поражение (1)
| №  | Дата        | Турнир             | Покрытие | Соперница в финале | Счёт    |
| 1. | 27 мая 2023 | Страсбург, Франция | Грунт    | Элина Свитолина    | 2-6 3-6 |

### Финалы турнировWTA 125иITFв одиночном разряде (13)

#### Победы (5)
| Легенда:                  |
| ------------------------- |
| WTA 125 (1+1)             |
| 100.000 USD (1+3)         |
| 80.000 (75.000) USD (0+2) |
| 60.000 (50.000) USD (1+4) |
| 25.000 USD (1)            |
| 15.000 (10.000) USD (1+2) |

| Титулы по покрытиям | Титулы по месту проведения матчей турнира |
| ------------------- | ----------------------------------------- |
| Хард (5+8)          | Зал (2+4)                                 |
| Грунт (0+3)         | Зал (2+4)                                 |
| Трава (0+1)         | Открытый воздух (3+8)                     |
| Ковёр (0)           | Открытый воздух (3+8)                     |

| №  | Дата            | Турнир                 | Покрытие   | Соперница в финале       | Счёт           |
| 1. | 17 января 2016  | Штутгарт, Германия     | Хард (зал) | Валентини Грамматикопулу | 7-6(4) 2-6 6-2 |
| 2. | 21 августа 2016 | Мидделкерке, Бельгия   | Хард       | Валентини Грамматикопулу | 7-5 6-2        |
| 3. | 31 марта 2018   | Круасси-Бобур, Франция | Хард (зал) | Каролина Мухова          | Без игры       |
| 4. | 8 сентября 2019 | Нью-Хейвен, США        | Хард       | Усве Майтане Арконада    | 6-4 6-2        |
| 5. | 20 октября 2024 | Мейкон, США            | Хард       | Энн Ли                   | 2-6 6-2 7-6(4) |

#### Поражения (8)
| №  | Дата            | Турнир                   | Покрытие    | Соперница в финале  | Счёт              |
| 1. | 3 сентября 2016 | Алма-Ата, Казахстан      | Грунт       | Виктория Каменская  | 6-1 3-6 2-6       |
| 2. | 5 февраля 2017  | Гренобль, Франция        | Хард (зал)  | Маркета Вондроушова | 5-7 4-6           |
| 3. | 19 мая 2019     | Трнава, Словакия         | Грунт       | Бернарда Пера       | 5-7 5-7           |
| 4. | 30 января 2022  | Андрезье-Бутеон, Франция | Хард (зал)  | Ана Богдан          | 5-7 3-6           |
| 5. | 13 февраля 2022 | Гренобль, Франция        | Хард (зал)  | Кэти Боултер        | 6-7(2) 7-6(6) 2-6 |
| 6. | 27 марта 2022   | Гавр, Франция            | Грунт (зал) | Тамара Корпач       | 6-3 2-6 2-6       |
| 7. | 8 мая 2022      | Сен-Мало, Франция        | Грунт       | Беатрис Хаддад Майя | 6-7(3) 3-6        |
| 8. | 27 октября 2024 | Тампико, Мексика         | Хард        | Марина Стакушич     | 4-6 6-2 4-6       |

### Финалы турнировWTAв парном разряде (6)

#### Победы (3)
| №  | Дата             | Турнир          | Покрытие | Партнёрша          | Соперницы в финале                  | Счёт           |
| 1. | 4 мая 2018       | Рабат, Марокко  | Грунт    | Йоана Ралука Олару | Хеорхина Гарсия Перес Фанни Штоллар | 6-4 6-4        |
| 2. | 14 сентября 2024 | Монастир, Тунис | Хард     | Маяр Шериф         | Анастасия Захарова Алина Корнеева   | 2-6 6-1 [10-8] |
| 3. | 2 марта 2025     | Остин, США      | Хард     | Юань Юэ            | Маккартни Кесслер Чжан Шуай         | 3-6 6-1 [10-4] |

#### Поражения (3)
| №  | Дата             | Турнир              | Покрытие | Партнёрша          | Соперницы в финале                  | Счёт            |
| 1. | 3 февраля 2019   | Хуахин, Таиланд     | Хард     | Ван Яфань          | Ирина-Камелия Бегу Моника Никулеску | 6-2 1-6 [10-12] |
| 2. | 19 февраля 2021  | Мельбурн, Австралия | Хард     | Анастасия Потапова | Анкита Райна Камилла Рахимова       | 6-2 4-6 [7-10]  |
| 3. | 18 сентября 2022 | Ченнаи, Индия       | Хард     | Натела Дзаламидзе  | Габриэла Дабровски Луиза Стефани    | 1-6 2-6         |

### Финалы турнировWTA 125иITFв парном разряде (12)

#### Победы (12)
| №   | Дата             | Турнир                  | Покрытие   | Партнёрша              | Соперницы в финале                    | Счёт            |
| 1.  | 21 февраля 2015  | Эль-Кантави, Тунис      | Хард       | Тесса Андрианжафитримо | Ева Ваканно Арабела Фернандес Рабенер | 6-4 6-0         |
| 2.  | 16 января 2016   | Штутгарт, Германия      | Хард (зал) | Мария Марфутина        | Анна Цая Лаура Шедер                  | 0-6 6-4 [10-8]  |
| 3.  | 23 декабря 2016  | Анкара, Турция          | Хард (зал) | Лидия Морозова         | Сабина Шарипова Екатерина Яшина       | 4-6 6-3 [11-9]  |
| 4.  | 24 июня 2017     | Илкли, Великобритания   | Трава      | Алла Кудрявцева        | Марина Заневская Паула Каня           | 6-1 6-4         |
| 5.  | 22 сентября 2017 | Санкт-Петербург, Россия | Хард (зал) | Вероника Кудерметова   | Белинда Бенчич Михаэла Гончова        | 6-3 6-1         |
| 6.  | 11 марта 2018    | Чжухай, Китай           | Хард       | Лесли Керкхове         | Данка Ковинич Нао Хибино              | 7-5 6-4         |
| 7.  | 28 октября 2018  | Пуатье, Франция         | Хард (зал) | Александра Панова      | Виктория Голубич Аранча Рус           | 6-1 6-1         |
| 8.  | 5 мая 2019       | Висбаден, Германия      | Грунт      | Янина Викмайер         | Джейми Форлис Катинка фон Дайхманн    | 6-3 4-6 [10-3]  |
| 9.  | 12 мая 2019      | Кань-сюр-Мер, Франция   | Грунт      | Ксения Кнолль          | Беатрис Хаддад Майя Луиза Стефани     | 4-6 6-2 [14-12] |
| 10. | 18 мая 2019      | Трнава, Словакия        | Грунт      | Ксения Кнолль          | Рената Ворачова Корнелия Листер       | 7-5 7-5         |
| 11. | 8 сентября 2019  | Нью-Хейвен, США         | Хард       | Оксана Калашникова     | Усве Майтане Арконада Джейми Лёб      | 6-2 4-6 [10-4]  |
| 12. | 21 августа 2022  | Бронкс, США             | Хард       | Симона Вальтерт        | Хироко Кувата Хан На Рэ               | 6-3 6-3         |

## История выступлений на турнирах
По состоянию на 9 июня 2025 года
Для того, чтобы предотвратить неразбериху и удваивание счета, информация в этой таблице корректируется только по окончании участия там данного игрока.
| Турнир                       | 2017  | 2018  | 2019  | 2020  | 2021  | 2022  | 2023  | 2024  | 2025  | Итог   | В/П за карьеру |
| ---------------------------- | ----- | ----- | ----- | ----- | ----- | ----- | ----- | ----- | ----- | ------ | -------------- |
| Турниры Большого шлема       |       |       |       |       |       |       |       |       |       |        |                |
| Открытый чемпионат Австралии | 2Р    | 1Р    | 1Р    | 2Р    | 1Р    | К     | 1Р    | 3Р    | 2Р    | 0 / 8  | 5-8            |
| Открытый чемпионат Франции   | К     | К     | 3Р    | 1Р    | 1Р    | К     | 3Р    | 2Р    | 1Р    | 0 / 6  | 5-6            |
| Уимблдонский турнир          | 1Р    | 2Р    | К     | НП    | 2Р    | О     | 3Р    | 1Р    |       | 0 / 5  | 4-5            |
| Открытый чемпионат США       | 1Р    | 1Р    | 1Р    | 1Р    | 1Р    | К     | 1Р    | 1Р    |       | 0 / 7  | 0-7            |
| Итог                         | 0 / 3 | 0 / 3 | 0 / 3 | 0 / 3 | 0 / 4 | 0 / 0 | 0 / 4 | 0 / 4 | 0 / 2 | 0 / 26 |                |
| В/П в сезоне                 | 1-3   | 1-3   | 2-3   | 1-3   | 1-4   | 0-0   | 4-4   | 3-4   | 1-2   |        | 14-26          |

К — проигрыш в квалификационном турнире.
| Турнир                       | 2018  | 2019  | 2020          | 2021          | 2022          | 2023          | 2024  | 2025  | Итог   | В/П за карьеру |
| ---------------------------- | ----- | ----- | ------------- | ------------- | ------------- | ------------- | ----- | ----- | ------ | -------------- |
| Турниры Большого шлема       |       |       |               |               |               |               |       |       |        |                |
| Открытый чемпионат Австралии | -     | -     | 1Р            | 1Р            | 1Р            | 1Р            | 2Р    | 2Р    | 0 / 6  | 2-6            |
| Открытый чемпионат Франции   | 1Р    | -     | 1Р            | 1Р            | 1Р            | 1Р            | 2Р    | 1Р    | 0 / 7  | 1-7            |
| Уимблдонский турнир          | 1Р    | 3Р    | НП            | 2Р            | О             | 1Р            | 2Р    |       | 0 / 5  | 4-4            |
| Открытый чемпионат США       | -     | 1Р    | 1/2           | -             | -             | 1Р            | 1Р    |       | 0 / 4  | 3-4            |
| Итог                         | 0 / 2 | 0 / 2 | 0 / 3         | 0 / 3         | 0 / 2         | 0 / 4         | 0 / 4 | 0 / 2 | 0 / 22 |                |
| В/П в сезоне                 | 0-2   | 2-2   | 3-3           | 1-3           | 0-2           | 0-4           | 3-3   | 1-2   |        | 10-21          |
| Турниры WTA 1000             |       |       |               |               |               |               |       |       |        |                |
| Доха                         | -     | ОС    | 2Р            | ОС            | -             | ОС            | -     | -     | 0 / 1  | 1-1            |
| Майами                       | -     | -     | НП            | 1Р            | -             | -             | 2Р    | -     | 0 / 2  | 1-2            |
| Мадрид                       | -     | -     | НП            | -             | -             | -             | -     | 1Р    | 0 / 1  | 0-1            |
| Рим                          | -     | -     | 1Р            | -             | -             | -             | -     | -     | 0 / 1  | 0-1            |
| Нью-Йорк / Цинциннати        | -     | -     | 1/4           | 1/2           | -             | 1Р            | -     |       | 0 / 3  | 5-3            |
| Пекин                        | -     | 1Р    | Не проводился | Не проводился | Не проводился | -             | -     |       | 0 / 1  | 0-1            |
| Ухань                        | -     | 2Р    | Не проводился | Не проводился | Не проводился | Не проводился | -     |       | 0 / 1  | 1-1            |
| Итог                         | 0 / 0 | 0 / 2 | 0 / 3         | 0 / 2         | 0 / 0         | 0 / 1         | 0 / 1 | 0 / 0 | 0 / 9  |                |
| В/П в сезоне                 | 0-0   | 1-2   | 3-3           | 3-2           | 0-0           | 0-1           | 1-1   | 0-1   |        | 8-10           |